# Wilkinsonellus paramplus
Wilkinsonellus paramplus är en stekelart som beskrevs av Long och Van Achterberg 2003. Wilkinsonellus paramplus ingår i släktet Wilkinsonellus och familjen bracksteklar. Inga underarter finns listade i Catalogue of Life.